# Nagy csöves-sarlósfecske
A nagy csöves-sarlósfecske (Panyptila sanctihieronymi) a madarak (Aves) osztályának sarlósfecske-alakúak (Apodiformes) rendjébe, ezen belül a  sarlósfecskefélék (Apodidae) családjába tartozó faj.
Magyar neve csak tájékoztató jellegű, jelenleg bizonytalan.

## Rendszerezése
A fajt Osbert Salvin angol ornitológus írta le 1863-ban.

## Előfordulása
Mexikó, Costa Rica, Guatemala, Honduras, Nicaragua és Salvador területén honos. Természetes élőhelyei szubtrópusi és trópusi hegyi esőerdők és magaslati cserjések. Állandó, nem vonuló faj.

## Megjelenése
Testhossza 18–20 centiméter, testtömege 50 gramm.

## Természetvédelmi helyzete
Az elterjedési területe nagy, egyedszáma pedig stabil. A Természetvédelmi Világszövetség Vörös listáján nem fenyegetett fajként szerepel.